# Pniewy
Pniewy é um município da Polônia, na voivodia da Grande Polônia e no condado de Szamotuły. Estende-se por uma área de 9,32 km², com 8 008 habitantes, segundo os censos de 2016, com uma densidade de 859,2 hab/km².